# Adolf Alberti

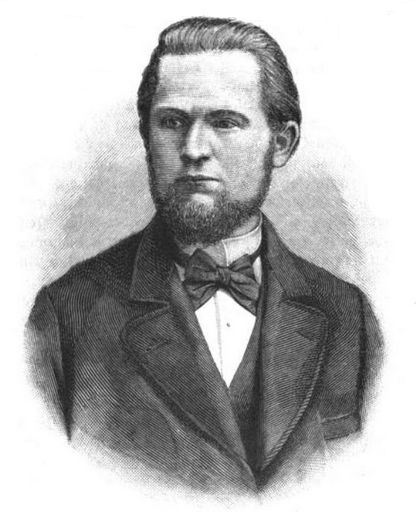
Adolf Alberti

Adolf Alberti (Louis Adolph Alberti, geboren 10. Oktober 1846 in Reckenroth; gestorben 23. Juni 1914 in Dasbach (Idstein)) war ein deutscher Lehrer und Imker. Er war Entwickler der Blätterbeute, einer Variante der Hinterbehandlungsbeute, und hat das Prinzip des Absperrgitters zwischen Brut- und Honigraum in praktischer Weise weiterentwickelt. Mit seinen Arbeiten, Publikationen und Vorträgen hat er sich Verdienste um die Ausbreitung der Imkerei in der damaligen Provinz Hessen-Nassau erworben.

## Jugend
Adolf Albertis Vater Ludwig Alberti war Lehrer in Hirschberg bei Diez und leidenschaftlicher Imker, bei dem der Sohn erste Erfahrungen mit der Imkerei in Strohkörben sammelte. Adolf hatte mehrere Brüder, die später auch an der väterlichen Imkerei (15 Stöcke) beteiligt waren.

## Ausbildung zum Lehrer
Von 1862 bis 1865 besuchte Alberti das Lehrerseminar in Usingen und arbeite dann als Lehrer in Niederscheld bei Dillenburg. 1871 erhielt der nun Verheiratete eine Lehrerstelle in Niederems bei Idstein.

## Privatleben
Um 1869 heiratete Alberti Susanna Katharina Henriette Georgine Amalie Arhelger in Dillenburg und das Paar hatte einen Sohn und zwei Töchter. Albertis Sohn Otto (geb. 12. Mai 1870 in Niederscheld, gest. 12. Oktober 1940 in Mainz-Kastel) machte eine Ausbildung zum Schreiener und gründete in Amöneburg bei Kastel ein Imkereiunternehmen, das sein Sohn Richard Alberti als Großimkerei weitergeführte.

## Imkerei
Durch einen Lehrerkollegen, Herrn Meyer aus Kröftel, bekam Alberti Zugang zu dem Buch Die Biene und ihre Zucht mit beweglichen Waben in Gegenden ohne Spätsommertracht von August von Berlepsch und im Winter 1871/72 konstruierte er sich eine Bienenbeute nach von Berlepsch, die er 1872 parallel mit den Resultaten aus zwei Strohkörben verglich. Seine Erträge in den neuen Beuten verbesserten sich und bald hatte er 30–40 Standstöcke, hielt regelmäßig Vorträge, schrieb Artikel und trug so zum Aufschwung der Imkerei im Nassauischen bei. Um 1890 und mit Hilfe seines Sohnes führte Alberti mehr als 100 Stöcke.

### Einheitsblätterbeute (auch Blätterstock oder Seitenschieber)

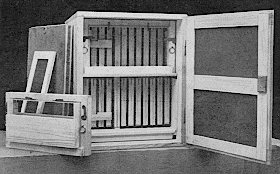
Alberti-Blätterstock mit Wabenrähmchen im „Kaltbau“ (Sagittalebene), Ansicht von hinten

Durch Zusammenarbeit mit Kantor Rothe, der sich eine Verbesserung für seinen Bodenstülper (ein einfacher Korb- oder Kastenstock, der auf einer Bodenplatte steht und von oben bearbeitet wird) erhoffte, entwickelte Alberti ein von ihm selber „Blätterstock“ genanntes Kastensystem, das 1873/74 in Halle (Saale) bei der Versammlung deutscher Imker prämiert wurde. Diese Bienenbeute kann von hinten geöffnet werden und alle Rahmen können separat wie die Seiten eines Buches „durchgeblättert“ werden. Diese Konstruktion ermöglicht eine einfachere und schonendere Kontrolle der Bienenvölker, ohne dass andere Waben entfernt werden müssen. Die Blätterbeute fand insbesondere in traditionellen Bienenhäusern Verwendung, war auch im Elsass und bis in die DDR-Zeit weit verbreitet.
Albertis Blätterstock inspirierte auch Imker im Ausland. Der slowenische Imker Anton Žnideršič (1874–1947) entwickelte basierend auf Albertis Entwurf die AŽ-Beute (Alberti-Žnideršič-Beute), die in Slowenien bis heute die traditionelle Bienenbeute ist.

### Absperrgitter
Der in Brasilien imkernde Deutsch-Amerikaner August Hannemann (1819–1912) veröffentlichte 1877 in der deutschen Imkerpresse einen Beitrag über ein „Bienensieb“, bestehend aus 2 mm dicken Messingstäben mit einem Durchlass von 4,2 mm. Hannemann stand in Kontakt und Ideenaustausch mit Adolf Alberti, der im September 1879 in Prag eine Weiselburg (Absperrung der Königin auf einige Waben) vorstellte, bei der die Absperrung durch ein Blechgitter mit 4,3 mm gestanzten Löchern erreicht wurde. Hieraus entwickelte sich mit Einfluss von Alberti das heute übliche Absperrgitter.

### Publikationen
Ab 1892 gab Alberti zweimonatlich die Zeitschrift for Bienenzucht heraus.
Er verfasste auch zwei Werke zur Bienenzucht im Blätterstock:
- Die Bienenzucht im Blätterstock : einer bestens eingerichteten, die Vorteile der Berlepschbeute und des Bogenstülpers vereinigenden Bienenwohnung mit Mobilbau, nebst Anleitung zur Anfertigung derselben aus Holz und Stroh, und mit Berücksichtigung des rationellen Korbbetriebs, Wiesbaden, Rodrian (1887)
- Die Bienenzucht im Blätterstock : Lehrbuch der Theorie und Praxis der Bienenzucht, mit besonderer Berücksichtigung des Blätterstocks und seiner Anfertigung, Berlin, Schwetschke (1901)